# Alnylam Pharmaceuticals
Alnylam Pharmaceuticals Inc. — біофармацевтична компанія, яка зосереджена на відкритті, розробці та комерціалізації терапії РНК-інтерференцією (RNAi) для генетичних захворювань. Компанію було засновано в 2002 році, її штаб-квартира знаходиться в Кембриджі, штат Массачусетс. У 2016 році Forbes включив компанію до списку «100 найбільш інноваційних компаній, що розвиваються».

## Історія
Компанія є допоміжним підприємством Інституту біофізичної хімії Макса Планка. У 2002 році Alnylam заснували вчені Філіп Шарп, Пол Шіммель, Девід Бартел, Томас Тушль і Філіп Замор, а також інвестори Крістоф Вестфал і Джон Кеннеді Кларк; Джон Мараганор був генеральним директором-засновником. Компанія була названа на честь Альнілама, зірки в поясі Оріона. Правопис назви було змінено, щоб зробити його унікальним. У 2003 році фірма об'єдналася з німецькою фармацевтичною компанією Ribopharma AG. Новостворена компанія також отримала 24,6 мільйона доларів фінансування від приватних інвестиційних компаній.
27 лютого 2004 року Alnylam Pharmaceuticals подала заявку на IPO. Компанія залучила 26 мільйонів доларів і почала торгуватися як ALNY на фондовій біржі Nasdaq.
У 2009 році компанія уклала договір із Cubist Pharmaceuticals і Kyowa Hakko Kirin для продажу препарату, спрямованого на респіраторно-синцитіальний вірус. У 2010 році компанія розширила свою попередню співпрацю з Medtronic, щоб включити CHDI Foundation до своїх досліджень, присвячених хворобі Хантінгтона. У 2011 році компанія співпрацює з GlaxoSmithKline для розробки технології РНК інтерференції, що покращує виробництво вакцин. У 2012 році компанія уклала 10-річний договір із Monsanto для розробки біотехнологічних рішень для сільськогосподарської галузі шляхом розробки натуральних, не синтетичних, молекул для захисту рослин від шкідників. У 2012 році компанія створила партнерство з Sanofi Genzyme для розробки лікування опосередкованого транстиретином амілоїдозу (спадкового захворювання в Азії). У лютому 2013 року компанія уклала партнерство з The Medicines Company для розробки препарату для лікування спадкового підвищеного рівня холестерину.
У липні 2013 року під час першої фази випробування Alnylam продемонстрував значне зниження кількості білка під назвою транстиретин, або англ. TTR, і показав ефективність для людини при внутрішньовенному та підшкірному способах введення. У 2014 році Sanofi Genzyme придбала 12 % акцій Alnylam і збільшила свої права на кілька препаратів компанії за 700 мільйонів доларів. В окремій угоді компанія Alnylam оголосила про придбання Sirna Therapeutics компанії Merck & Co. за 25 мільйонів доларів готівкою та 150 мільйонів доларів на акції. У 2015 році прибуток компанії склав 41 мільйон доларів, а ринкова капіталізація склала 5,2 мільярда доларів.
У 2016 році компанія придбала територію в Нортоні, штат Массачусетс, для будівництва виробничого підприємства.
У жовтні 2016 року, через збільшення смертності в групі випробування, була припинена III фаза клінічних випробувань основного продукту компанії, ревусірану, і компанія заявила, що припиняє розробку сполуки.
22 грудня 2021 року Novartis оголосила, що Управління з контролю за продуктами й ліками США (FDA) схвалило англ. Leqvio (інклісіран), терапію малою інтерферуючою РНК (siRNA) для зниження рівня холестерину ліпопротеїнів низької щільності. Leqvio показаний у Сполучених Штатах як доповнення до дієти та максимально легкої терапії статинами для лікування дорослих із клінічними атеросклеротичними серцево-судинними захворюваннями (ASCVD) або гетерозиготною сімейною гіперхолестеринемією (HeFH), які потребують додаткового зниження рівня холестерину ліпопротеїнами низької щільності. Вплив Leqvio на захворюваність і смертність від серцево-судинних захворювань вивчається в ході клінічних випробувань, які зараз[коли?] тривають.

## Продукти
У 2016 році Alnylam Pharmaceuticals мала 18 розроблених препаратів на різних стадіях розробки для генетичної медицини, інфекційних захворювань печінки та кардіометаболічних захворювань.